# رئیس‌جمهور ازبکستان
رئیس‌جمهور ازبکستان (به ازبکی: Oʻzbekiston Respublikasining Prezidenti، Ўзбекистон Республикасининг Президенти) رئیس دولت و مسئول قدرت اجرایی در جمهوری ازبکستان است. 
پست ریاست‌جمهوری در سال ۱۹۹۱ به وجود آمد و جایگزین رئیس هیئت‌رئیسه شورای عالی جمهوری ازبکستان شوروی، که از سال ۱۹۲۵ وجود داشت شد.
رئیس‌جمهور ازبکستان با رأی مستقیم شهروندان بالای ۱۸ سال انتخاب می‌شود. 
اسلام کریموف پس از استقلال جمهوری ازبکستان در سال ۱۹۹۱ به مقام ریاست‌جمهوری این کشور رسید و تا زمان مرگ در سال ۲۰۱۶ در این مقام باقی ماند. پس از او شوکت میرضیایف در انتخاباتی که همان سال برگزار شد توانست با ۸۸٫۶٪ آرا به‌عنوان دومین رئیس‌جمهور این کشور انتخاب شود.